# Pranzac
Pranzac är en kommun i departementet Charente i regionen Nouvelle-Aquitaine i västra Frankrike. Kommunen ligger  i kantonen La Rochefoucauld som ligger i arrondissementet Angoulême. År 2022 hade Pranzac 885 invånare.

## Befolkningsutveckling
Antalet invånare i kommunen Pranzac
Referens:INSEE